# Archidiecezja Hajdarabadu
Archidiecezja Hajdarabadu (łac. Archidioecesis Hyderabadensis, ang. Archdiocese of Hyderabad) – rzymskokatolicka archidiecezja ze stolicą w Hajdarabadzie w stanie Telangana, w Indiach. Arcybiskupi Hajdarabadu są również metropolitami metropolii o tej samej nazwie.

## Historia
W 1851 roku papież Pius IX erygował wikariat apostolski Hajdarabadu. W dniu 1 września 1886 papież Leon XIII podniósł wikariat do rangi diecezji Hajdarabadu. W dniu 19 września 1953 roku papież Pius XII podniósł diecezję do rangi archidiecezji metropolitarnej.